# Объявление войны

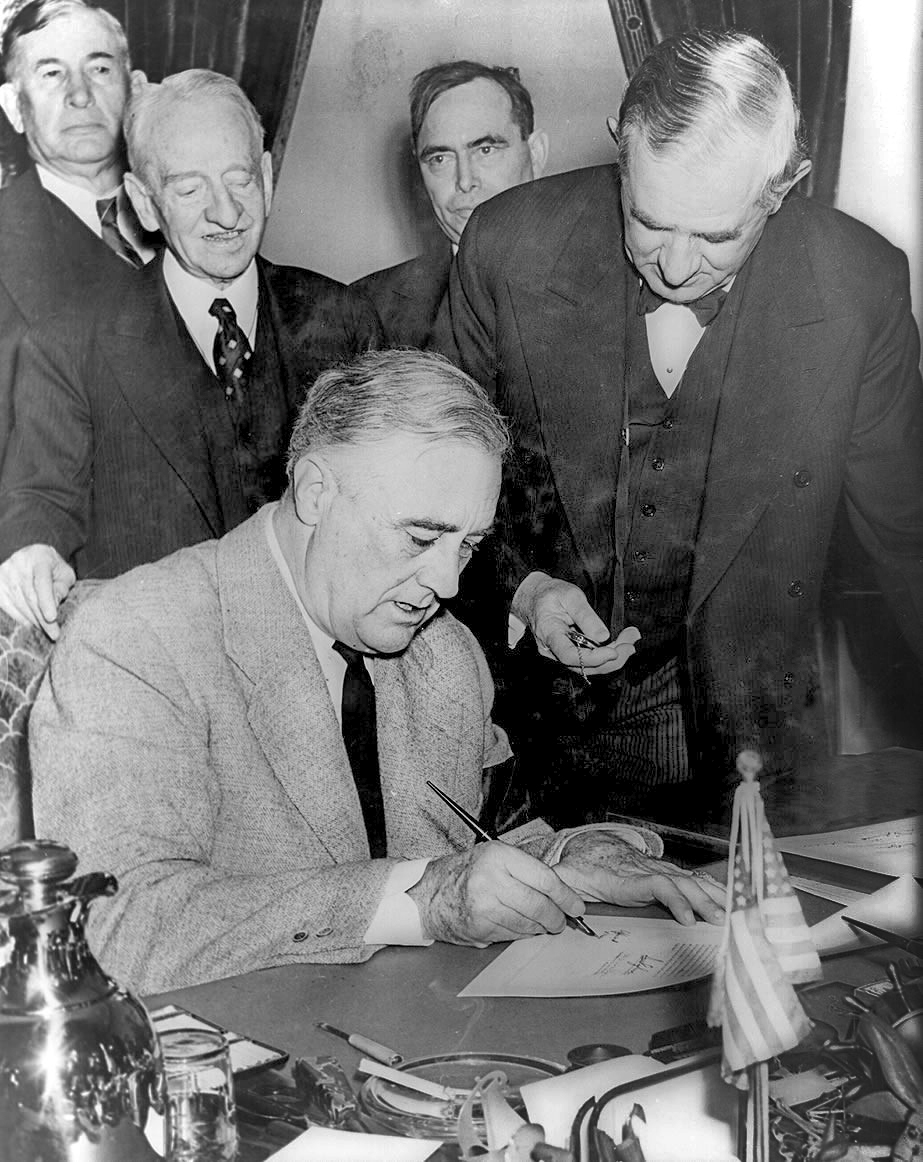
Президент США Франклин Рузвельт подписывает декларацию об объявлении войны нацистской Германии 11 декабря 1941 года.

Объявление войны — юридическая, дипломатическая процедура в международном праве и международной политике, заключающаяся в официальном, в установленном порядке предупреждении одним государством другого о прекращении между ними мира и переходе в состояние войны. После Второй мировой войны применяется нечасто.

## Процедура
В соответствии с III Гаагской конвенцией 1907 года, состоянию войны обязательно должно предшествовать предупреждение в форме обоснованного объявления войны или ультиматума с условным объявлением войны. О состоянии войны должны быть немедленно уведомлены нейтральные державы.

## Юридические последствия
С момента объявления войны государство, объявившее войну, и то государство, которому война была объявлена юридически, находятся в состоянии войны независимо от того, начались ли военные действия непосредственно.
Акт объявления войны автоматически влечёт за собой наложение ряда прав и обязанностей на обе стороны военного конфликта. С момента объявления войны в действие вступают нормы Международного гуманитарного права.

## Дипломатические последствия
Объявление войны выражается в особого рода действиях в рамках международного дипломатического протокола, указывающих на то, что мир между данными государствами нарушен и предстоит вооружённая борьба между ними. Прекращается деятельность дипломатических органов, разного рода представительств и миссий стороны противника. Дипломатам и их семьям предоставляется возможность свободно покинуть страну пребывания в установленные сроки.

## История
Объявление войны уже в древности признаётся актом, требуемым общенародной моралью. Способы объявления войны весьма различны. На первых порах они носят символический характер. Древние афиняне перед началом войны бросали копьё в неприятельскую страну. Персы требовали земли и воды в знак покорности. Особой торжественностью отличалось объявление войны в Древнем Риме, где исполнение этих обрядов возлагалось на так называемых фециалов. В средневековой Германии акт объявления войны носил название «Absagung» (Diffidatio). Согласно господствовавшим у французов воззрениям, считалось необходимым, чтобы от момента объявления войны до начала её протекло не менее 90 дней. Позже, а именно с XVII века, объявление войны выражалось в форме особых манифестов, но весьма часто столкновение начиналось и без предварительного оповещения о том (Семилетняя война). Наполеон I перед войной издавал прокламацию лишь для своего войска. Уже в XIX веке вышли из употребления особые акты объявления войны, хотя продолжалась традиция прерывания дипломатических отношений между государствами перед войной. Так, российское правительство не посылало в 1877 году формального объявления войны султану, но ограничилось сообщением Порте, через своего поверенного в делах, что дипломатические отношения между Россией и Турцией прерваны. Иногда момент начала войны заранее определяется в форме ультиматума, в котором объявляется, что неисполнение данного требования в известный срок будет считаться законным поводом к войне (так называемый casus belli).
После Второй мировой войны в мировой практике воюющие государства, как правило, избегают формального объявления войны, равно как и формулировки «война» для военных конфликтов.
Формальное объявление войны было редкостью уже к концу XVIII века и практически исчезло во второй половине XX века. Так, за всю историю США конгресс объявил лишь пять войн  (всего было сделано 11 объявлений войны, так как некоторые войны происходили против нескольких государств; последнее объявление войны США сделали во Вторую мировую войну), при этом по  состоянию на 1996 год США открыто применяли военную силу за пределами страны 234 раза. После 1945 года все американские войны, включая такие крупные, как войны в Корее и во Вьетнаме, были необъявленными. Отдельные случаи объявления войны всё же происходят, например, 15 декабря 1989 года парламент Панамы принял резолюцию о том, что Панама находится в состоянии войны с США. В декабре 2005 года Чад объявил, что находится в состоянии войны с Суданом, однако конфликт между странами был быстро урегулирован.